# Stari trg pri Ložu
Stari trg pri Ložu (německy: Altenmarkt bei Laas) je část občiny Loška dolina v Přímořsko-vnitrokraňském regionu ve Slovinsku. Stari trg pri Ložu je sídlem občiny Loška dolina.

## Geografie
Stari trg pri Ložu se nachází v nadmořské výšce 592 m n. m. v historickém regionu Vnitřní Kraňsko.

## Obyvatelstvo
V roce 2002 žilo ve vsi Ostrožno Brdo 838 obyvatel na ploše 248 ha.

## Náboženství
Farní kostel sídla Stari trg pri Ložu je zasvěcen svatému Jiří a náleží k Lublaňské diecézi. Fara byla založena v druhé polovině 12. století a první kostel byl poprvé písemně zmíněn roku 1221. Původní kostel byl přestavěn a několikrát rozšířen. Fresky z počátku 16. století jsou zachovány v nové budově kostela, která byla vystavěna roku 1643.